# AST Computer
AST Computer (oftast bara AST) var en amerikansk tillverkare av persondatorer. Tillverkningen startade 1980 i staden Irvine i Kalifornien i USA. Grundarna var Albert Wong, Safi Qureshey och Thomas Yuen och det var första bokstäverna i deras förnamn som var uppkomsten till företagsnamnet. 1997 förvärvades företaget av koreanska Samsung och 2001 försvann det från marknaden. Under några år i slutet av 1990-talet var företaget huvudsponsor till den engelska premier league-klubben Aston Villa FC.